# Huis ten Dorp

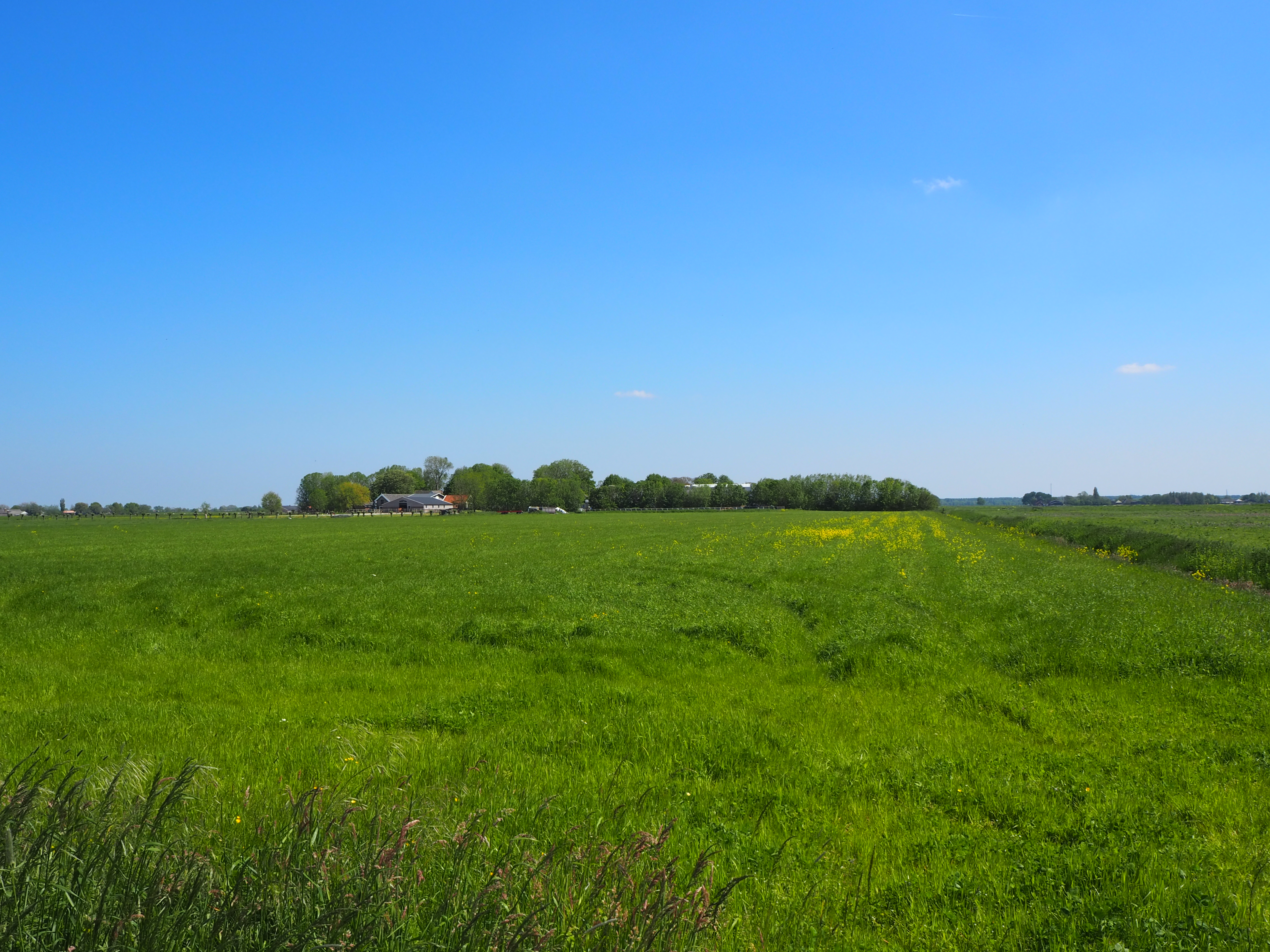
Afbeelding van de Dorppolder. Huis ten Dorp stond links voor de bomen.

Huis ten Dorp was een kasteel in Schipluiden, gemeente Midden-Delfland, gebouwd in het midden van de dertiende eeuw. Het raakte in de zestiende eeuw in verval en in de achttiende eeuw was het verdwenen. Laatste restanten van de motte werden in 1950 verwijderd.

## Geschiedenis
Het kasteel, gebouwd op een motte, had een ringmuur, woonvertrekken en torens. Waarschijnlijk liet de toenmalige heer van Dorp, Arent I van Dorp of zijn zoon Jan I van Dorp het kasteel bouwen. Ergens in de zestiende eeuw raakte het kasteel in verval. Wel werd het in 1569 nog bewoond door een kastelein, blijkens kohieren van de Tiende en Honderdste Penning. Waarschijnlijk werd kort daarna het verval ingezet met het aantreden van de Tachtigjarige Oorlog, die zich in de beginjaren afspeelde in Holland. Daarna is het kasteel niet meer hersteld. De eigenaren woonden er immers niet meer zelf en misschien speelde ook mee dat Cornelis III van Dorp verarmd was geraakt. Op een prent uit 1614 is bijvoorbeeld te zien dat bomen op de motte en planten op de muren groeiden. In de achttiende eeuw stonden alleen nog de hoektorens overeind en in de negentiende eeuw was het kasteel verdwenen. De kunstmatige heuvel werd in 1900 afgegraven en met de grond werden de gracht en enkele sloten gedempt. Toch bleef een kleine verhoging en een stukje verlandde gracht zichtbaar totdat ook dit verdween in 1950.
De kasteelboerderij stond ten zuidwesten van het kasteel. Deze boerderij is verbouwd met vrijgekomen kloostermoppen toen het kasteel was vervallen tot een ruïne. De opkamer uit omstreeks 1620 was opgebouwd met kloostermoppen en bevatte een sleutelstuk met fraaie renaissanceversiering uit die periode. Deze boerderij is in 1985 vervangen door een nieuwe boerderij. Een andere boerderij is in de zeventiende eeuw gebouwd op het voorterrein van Huis ten Dorp. Hier heeft waarschijnlijk de voorburcht gestaan. Deze boerderij heeft nog steeds de naam Huis ten Dorp.
Vaak behoorde het kasteel tot het ambacht waarin deze lag. Zo niet bij Huis ten Dorp dat geen onderdeel was van het leengoed Dorp. Het kasteel was in eigendom van de familie Van Dorp. Het is niet exact bekend wanneer de Van Wassenaers het kasteel in bezit kregen. Wellicht was dat in of omstreeks 1657 toen Jacob van Wassenaer Obdam ook de heerlijkheid Dorp kocht.

## Bron
- Peter de Jong: Geschiedenis van de heerlijkheid Dorp en het Huis ten Dorp in Historisch jaarboek Schipluiden 2012, Historische vereniging Oud-Schipluiden, blz. 45-53